# Liga de Diamante 2016
La Liga de Diamante 2016 fue la séptima edición del evento organizado por la IAAF, que entregó el Trofeo de diamante a cada uno de los atletas que acumuló más puntos en las 32 disciplinas atléticas repartidas en categorías masculina y femenina, después de catorce reuniones alrededor del mundo.
Respecto a la edición anterior, la reunión Adidas Grand Prix de Nueva York es sustituida por el Meeting International Mohammed VI de Rabat.

## Reglas de la competición
A continuación las reglas para el otorgamiento de puntos y premios de los ganadores:
- Los puntos para cada reunión son: 10 para el primer lugar; 6 para el segundo, 4 para el tercero, 3 para el cuarto, 2 para el quinto y 1 para sexto clasificado (Cambia el sistema de puntuación respecto a las ediciones anteriores). La final otorga el doble de puntos.
- El atleta que acumule más puntos al final de la temporada es el ganador absoluto de la prueba; en caso de empate el ganador se decidirá por el que haya logrado el mayor número de victorias, y si todavía persiste la igualdad, el ganador será decidido por el resultado de la última reunión.
- Para ser el ganador absoluto de una prueba es necesaria la participación del atleta en la final.
- El ganador absoluto de la prueba se hace acreedor al Trofeo de diamante.
- Las dos últimas pruebas de la Liga Diamante 2016, Zúrich y Bruselas, tienen la consideración de final, en cada una de ellas se disputaron la mitad de las pruebas que componen la Liga Diamante de esta edición, siendo estas reuniones donde la puntuación otorgada es doble. Los atletas aspirantes a vencedor de la Liga Diamante estaban obligados a participar en las finales.
- Al vencedor final de cada prueba de la Liga Diamante 2016, se le entregará el Trofeo Diamante, un premio de 40.000 dólares USA, además de ser considerado el número uno en su prueba durante la temporada 2016, y una invitación para participar en el próximo Campeonato del Mundo de Atletismo.

## Calendario
| Fecha             | Nombre                                                  | Estadio                          | Ciudad      | País           |
| ----------------- | ------------------------------------------------------- | -------------------------------- | ----------- | -------------- |
| 6 de mayo         | Doha Diamond League                                     | Estadio Hamad Bin Suhaim         | Doha        | Catar          |
| 14 de mayo        | IAAF Diamond League Shanghai                            | Estadio de Shanghái              | Shanghái    | China          |
| 22 de mayo        | Meeting International Mohammed VI D'Athletisme de Rabat | Estadio Príncipe Moulay Abdellah | Rabat       | Marruecos      |
| 28 de mayo        | Prefontaine Classic                                     | Hayward Field                    | Eugene      | Estados Unidos |
| 2 de junio        | Golden Gala Pietro Mennea                               | Estadio Olímpico de Roma         | Roma        | Italia         |
| 5 de junio        | Birmingham Diamond League                               | Alexander Stadium                | Birmingham  | Reino Unido    |
| 9 de junio        | ExxonMobile Bislett Games                               | Estadio Bislett                  | Oslo        | Noruega        |
| 16 de junio       | Bauhaus-Galan                                           | Estadio Olímpico de Estocolmo    | Estocolmo   | Suecia         |
| 15 de julio       | Herculis                                                | Estadio Louis II                 | Mónaco      | Mónaco         |
| 22/23 de julio    | London Anniversary Games                                | Estadio Olímpico de Londres      | Londres     | Reino Unido    |
| 25 de agosto      | Athletissima                                            | Stade Olympique de la Pontaise   | Lausana     | Suiza          |
| 27 de agosto      | Meeting de Paris                                        | Estadio de Francia               | Saint-Denis | Francia        |
| 1 de septiembre   | Weltklasse Zürich                                       | Letzigrund Stadium               | Zúrich      | Suiza          |
| 8/9 de septiembre | AG Insurance Memorial Van Damme                         | Estadio Rey Balduino             | Bruselas    | Bélgica        |